# タバリス・ジャクソン
タバリス・ジャクソン（Tarvaris Jackson , 1983年4月21日-2020年4月12日）は、アメリカ合衆国アラバマ州モンゴメリー出身のアメリカンフットボール選手。NFLのミネソタ・バイキングス、シアトル・シーホークスなどでプレーした。ポジションはクォーターバック（QB）。

## 経歴

### プロ入りまで
アラバマ州モンゴメリーで生まれ育った。2001年にアーカンソー大学に入学し、1年目より3試合に出場したがシーズン絶望となる負傷をした。その結果この年はレッドシャツ扱いされることとなった。パス9回中3回成功、53ヤードを獲得、1インターセプト、7回のランで14ヤードを獲得した。2002年には8試合に出場し、パス39回中14回成功、143ヤードを獲得、1タッチダウン、2インターセプト及び14回のランで16ヤードを獲得した。2003年、後にドラフト1巡指名されるマット・ジョーンズがデプスチャートに入ることとなり、彼はアラバマ州立大学に転校、チームを8勝5敗の成績に導き、サウスウェスタン・アスレティック・カンファレンス東地区優勝を果たし、同カンファレンス選手権に進出した。この年パス316回中160回成功、2342ヤード、18タッチダウン、13インターセプト、91回のランで444ヤードを獲得、5タッチダウンをあげた。3年次となった2004年には先発11試合を含む12試合に出場し、2556ヤードを獲得、20タッチダウン、9インターセプト、67回のランで215ヤード、3タッチダウンをあげて、チームを10勝1敗の成績に導き、カンファレンス選手権も制した。最終学年となった2005年にはチームキャプテンを務め、パスで2655ヤード、25タッチダウン、5インターセプト、95回のランで271ヤードを獲得、2タッチダウンをあげた。
この年、イースト・ウェスト・シュライン・ゲームにも出場した。
アラバマ州立大学で彼は36試合に先発し24勝12敗、パスで7,849ヤードを獲得、67タッチダウン、ランでも982ヤードを走って11タッチダウンをあげた。

### NFLドラフト
2006年のNFLドラフトではバイキングスは彼を指名するためにドラフト3巡指名権2つをトレードして、トレードアップを行い2巡64位で彼を指名した。ドラフト指名候補となるトップ10のQBに入っていなかった彼だが、大学のヘッドコーチ、チャールズ・コーによればドラフト前のワークアウトでジャクソンの評価は上がっていたものの3巡か4巡での指名を予想していた。彼が指名されるのはドラフト6巡あるいは7巡という予想もあった。この年のドラフトでヴィンス・ヤング、マット・ライナート、ジェイ・カトラー、ケレン・クレメンスに次ぐ5人目に指名されたQBとなった。ディビジョンI-AAのQBがドラフトで指名されることは極めてまれなことであり、アラバマ州立大学のQBがドラフトされるのは1992年のリッキー・ジョーンズ以来のことであった。アラバマ州立大学の選手でNFLドラフトで2巡指名を受けたのは、1972年のレスター・シモンズ（ブラウンズ）、1981年のカーティス・グリーン（ライオンズ）、1992年のエディ・ロビンソン（オイラーズ）のみであり、ドラフトで指名された選手としても1995年に4巡でレジー・バーロウが指名されて以来11年ぶりのことであった。

### ミネソタ・バイキングス
同年7月26日、4年契約を結んだ。2006年のプレシーズンゲームではQBレイティング106.1となり、NFLのQB110人中15位の成績を残した。同年のドラフト指名されたQBのうち、彼より成績が良かったのはジェイ・カトラーだけであった。またランでも平均11.3ヤードを走り、スクランブル能力を見せた。ESPNのアナリスト、マイク・チリコは彼を右利きのマイケル・ヴィックだと評した。プレシーズンゲームの活躍でマイク・マクマーン、J・T・オサリバンとの控えQB争いに勝ち、両選手はカットされた。その後加入したブルックス・ボリンジャーが第2QBとなったが、ロースターに残った。この年のバイキングスのエースQBはブラッド・ジョンソンである。9月25日にひざの半月板の手術を行い、その後2週間は限定された練習を行い、第13週のシカゴ・ベアーズ戦でエースQBブラッド・ジョンソンが4インターセプトと不振、ボリンジャーの負傷もあり、交代出場したのがNFLデビュー戦となった。第15週のニューヨーク・ジェッツ戦でも交代出場した。ジョンソンはこの年自己ワーストとなるQBレイティング71.9、14試合で9タッチダウンしかあげられず、ジャクソンが交代出場した際、ファンはスタンディングオベーションで彼を迎えた。この試合で彼はメウェルデ・ムーアへプロ初タッチダウンパスを決めるなど177ヤードを獲得、3回のランで20ヤードを獲得したがレッドゾーンでインターセプトを喫し、大差でリードされた試合での逆転は果たせなかった。第16週にランボー・フィールドで行われたグリーンベイ・パッカーズ戦でプロ初先発、雨天で華氏36度とコンディションの良くなかった試合でチームは7-9で敗れた。チームの唯一のタッチダウンもディフェンシブバックのフレッド・スムートのインターセプトリターンであり、オフェンスはフランチャイズ史上最少のファーストダウン3回に終わり、タッチダウンはおろかフィールドゴールを蹴ることさえできなかった。パッカーズのディフェンスは19位（パスディフェンスは26位）であったのにバイキングスのパス獲得ヤードはわずか27ヤードであった。ジャクソンはパス20回中10回成功、50ヤードを獲得、1インターセプト、1ファンブル、一方パッカーズのブレット・ファーヴはパス50回中26回成功、285ヤード、0タッチダウン、2インターセプトであった。
2年目の2007年、12試合に先発し8勝4敗の成績を残したが、平均159ヤード獲得、9タッチダウン、12インターセプトに終わりチームのパスオフェンスはNFLで下から2番目となった。またQBレイティングはNFL28位となる70.8であった。鼠径部の負傷、脳震盪、親指の骨折などで4試合を欠場した。シーズン終盤にバイキングスの相手チームはチェスター・テイラーや新人のエイドリアン・ピーターソンによるリーグトップクラスのラン攻撃を警戒し、ワシントン・レッドスキンズの守備コーディネーターグレッグ・ウィリアムズはディエンシブラインマンを5人、あるいはラインバカーを4人入れ、ディフェンシブバックを3人しか入れない戦術を取った。またサンフランシスコ・フォーティナイナーズはコーナーバックによるブリッツを多用した。シーズン最終週のデンバー・ブロンコス戦でジャクソンは第4Qに2度のドライブで得点をあげ、試合をオーバータイムに持ち込んだが、オーバータイム開始2プレー目でファンブル、チームは敗れた。11月にチームは5連勝したが、経験不足な彼の判断ミスによるインターセプト、ターンオーバーが目立った。
2008年、バイキングスはプロボウルに出場した選手が7人ロースターに残ったこと、カンザスシティ・チーフスからトレードでジャレッド・アレンを獲得、フリーエージェントでバーナード・ベリアン、マデュー・ウィリアムズを獲得したことから注目を浴びた。同地区ライバルのパッカーズでファーヴが退団したこともあり、スポーツ・イラストレイテッドのポール・ジマーマンはバイキングスをスーパーボウル優勝候補に推した。チームはガス・ファーロットを獲得したが、ジャクソンがエースQBと期待された。プレシーズンゲーム第2週で彼はひざを負傷、残り2試合は欠場した。
レギュラーシーズン開幕戦のパッカーズ戦では敗戦につながるインターセプト、第2戦のインディアナポリス・コルツ戦ではオフェンスはフィールドゴールを5回決めたが、タッチダウンを奪えず僅差でチームは連敗した。この時点でジャクソンのQBレイティングはNFL26位の64.8であった。試合直後の記者会見では翌週もジャクソンを先発させるとチルドレスヘッドコーチは明言したが、月曜に行ったコーチ会議でジャクソンはシーズン残り試合を控えQBとすることが決まりファーロットが先発QBに昇格した。彼が次に出場したのは第14週のデトロイト・ライオンズ戦の後半、ファーロットが怪我した際であった。この時点でもシーズン未勝利であるライオンズに6-3とリードを許していたが、TEビサンテ・シアンコへの11ヤードのタッチダウンパスを決め、逆転勝利を果たした。ファーロットが負傷して欠場した第15週のアリゾナ・カージナルス戦で先発、パス17回中11回成功、163ヤードながら、4タッチダウンパス、インターセプトなしでQBレイティングは135.5、この週のNFC最優秀攻撃選手に選ばれた。第16週のアトランタ・ファルコンズ戦ではパス36回中22回成功、233ヤードを獲得、2タッチダウン、インターセプトなし、ランでも76ヤードを獲得したが、17-24で敗れた。最終週のニューヨーク・ジャイアンツ戦でパス26回中16回成功、239ヤードを獲得、1タッチダウン、1インターセプト、バーナード・ベリアンへの54ヤードのパスからタッチダウンドライブにつなげた。依然17-19とリードされ残り時間はあとわずかであったが、次のドライブをライアン・ロングウェルの50ヤードの決勝FGにつなげ、チームは20-19で勝利、NFC北地区優勝を果たした。バイキングスが地区優勝したのは2000年以来8年ぶりのことであった。フィラデルフィア・イーグルスとのワイルドカードプレーオフではパス35回中15回成功、164ヤード、1インターセプトでチームは敗れた。ジャクソンがプレーオフで先発したのはこの試合のみである。
2009年2月下旬にヒューストン・テキサンズからセイジ・ローゼンフェルズが加入して先発QBの座を争うこととなった。プレシーズンゲームが始まった後の8月19日に前年ニューヨーク・ジェッツでプレーした後、現役引退を表明していたブレット・ファーヴが加入した。ジャクソン、ローゼンフェルズ、前年に第3QBを務めたジョン・デビッド・ブーティが控えQBの座を争うこととなり、多くの識者はジャクソンがトレードに出されると予想した。カンザスシティ・チーフスとのプレシーズンゲームでファーヴが先発、ジャクソンは途中出場し202ヤードを獲得、2タッチダウンをあげた。ジャクソンとローゼンフェルズがロースターに残り、ジャクソンが第2QBとなった。この年彼は8試合に出場した。
2010年、ファーヴはなかなか去就を明らかにせず、バイキングスは制限付きフリーエージェントとなったジャクソンと1年117万6000ドルで契約を結んだ。この年もファーヴが再契約するまではローゼンフェルズと先発の座を争った。
第8週のニューイングランド・ペイトリオッツ戦で負傷したファーヴに代わって交代出場、1タッチダウン、1インターセプトの成績を残した。第13週のバッファロー・ビルズ戦でも交代出場し、シドニー・ライスに2タッチダウンパスを通したが、3インターセプトを喫した。試合は38-14でバイキングスが勝利した。12月13日のニューヨーク・ジャイアンツ戦で先発出場したが、芝に足を取られて足首を負傷、残り試合を欠場した。
2011年3月3日、バイキングスは契約延長をせず、彼は無制限フリーエージェントとなった。
バイキングスでは5シーズンで20試合に先発し、10勝10敗、24タッチダウン、22インターセプトであった。

### シアトル・シーホークス1度目
2011年、7月29日、シアトル・シーホークスと2年契約を結びその直後、彼がエースQBとなることが発表された。シーホークスで彼はダレル・ベベル攻撃コーディネーター、WRシドニー・ライスと再び取り組むこととなった。彼は前年までオフェンスのキャプテンを務めたマット・ハッセルベックがテネシー・タイタンズに移ったため、マイク・ウィリアムズと共にオフェンスのキャプテンとなった。この年彼は14試合で先発出場し、3091ヤードを獲得、14タッチダウン、13インターセプトの成績を残した。シーズン終了後、シーホークスにはパッカーズからマット・フリンが加入、その年のドラフト3巡でラッセル・ウィルソンが加入し、先発QBの座を争うこととなった。

### バッファロー・ビルズ
2012年8月27日、ドラフト7巡指名権とのトレードでバッファロー・ビルズに移籍した。彼が加入した際、ビルズはヴィンス・ヤングを解雇した。彼はビルズでは第3QBであり、1試合も出場はなかった。2013年2月26日、ビルズと再契約したが、ケビン・コルブ及びその年のドラフトでビルズが獲得したEJ・マニュエルとの争いに敗れて同年6月10日に解雇された。

### シアトル・シーホークス2度目
ビルズを解雇された直後の6月13日にシアトル・シーホークスと契約を結んだ。彼が契約した際、ジェロッド・ジョンソンがシーホークスから解雇された。ブレイディ・クインとラッセル・ウィルソンの控えQBの座を争い、ジャクソンが控えQBとなり、クインは解雇された。この年彼は3試合に出場し、151ヤードを獲得、1タッチダウンをあげた。チームは第48回スーパーボウルでデンバー・ブロンコスと対戦、43-8で勝利した。この試合の第4Qにウィルソンに代わって出場した。控えQBがスーパーボウルでプレーするのは第35回スーパーボウル以来13年ぶりのことであった。シーズン終了後、シーホークスと1年契約を結んだ。シーホークスは翌年も第49回スーパーボウルに出場したが、ニューイングランド・ペイトリオッツに24-28で敗れて連覇はならなかった。
2013年、2014年の2年間で彼は14回しかパスを投げていなかった。2015年3月マイアミ・ドルフィンズと面談したがドルフィンズの控えQBマット・ムーアの再契約が決定、契約には至らなかった。2015年6月にもシーホークスとさらに1年契約を結んだ。シーズン終了後、現役を引退した。現役通算10シーズンで59試合に出場、39タッチダウン、35インターセプト、先発34試合で17勝17敗の成績を残した。またランでも6タッチダウンをあげた。

### 現役引退後
2018年1月、母校のアラバマ州立大学でアシスタントコーチに就任した。2019年にはテネシー州立大学のQBコーチとなった。
2020年4月12日、交通事故のため36歳で亡くなった。アラバマ州法執行機関局担当者によると彼は2012年製のシボレー・カマロをシートベルトは着けていたものの時速30マイル（約48km）の道路を時速70マイル（約112km）のスピードを出しており、道路脇の木に激突して死亡した。